# Tang Yuanting

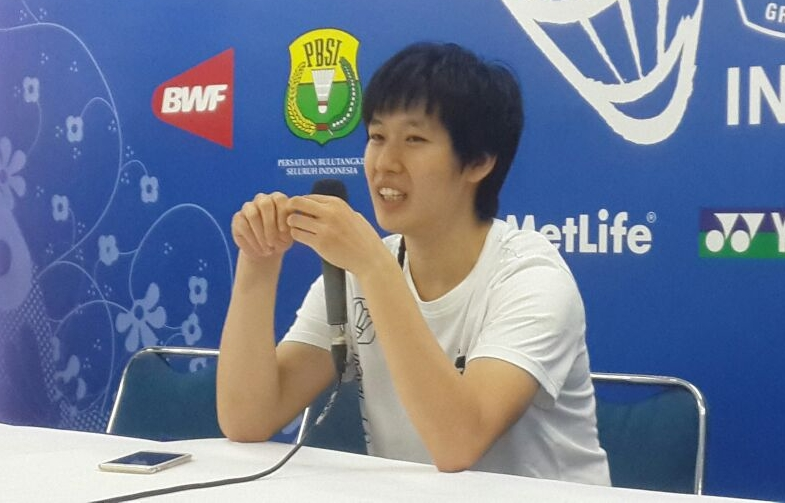
Tang Yuanting, 2016

Tang Yuanting (chinesisch 唐淵渟 / 唐渊渟, Pinyin Táng Yuāntíng, * 2. August 1994 in Nanning) ist eine chinesische Badmintonspielerin.

## Karriere
Tang Yuanting startete 2013 erstmals bei Grand-Prix-Turnieren im Badminton. Bei ihrem ersten Auftritt bei den Australia Open 2013 unterlag sie in der ersten Runde des Damendoppels und in der zweiten Runde des Mixeds. Bei den sich direkt anschließenden New Zealand Open 2013 schied sie im Mixed schon in der Qualifikation aus, während sie die Damendoppelkonkurrenz gemeinsam mit Ou Dongni für sich entscheiden konnte.